# Sister Cities International
Sister Cities International est une association à but non lucratif dont le siège se trouve à Washington.

## But
Elle organise des jumelages entre des villes des États-Unis et d´autres villes du monde entier. Le développement durable, la jeunesse et l'éducation, les arts et la culture, l’aide humanitaire et le développement économique sont les principaux domaines concernés par le programme de l’organisation.
Son but est de promouvoir de bons rapports entre les peuples et de participer au développement économique dans le monde entier en encourageant la coopération et les échanges entre les communautés.
Les programmes de Sister Cities International permettent aux membres de construire des relations de longue durée et de découvrir d'autres cultures, notamment grâce à des échanges entre étudiants et entre professionnels. 132 pays et 2 300 villes sont aujourd'hui membres de ce réseau, mais l'organisation cherche à augmenter chaque année le nombre de partenaires et de jumelages, parce qu'il est nécessaire de garder des relations pacifiques avec les autres pays.

## Histoire
L'organisation fête, en 2006, le 50e anniversaire de ce mouvement diplomatique qui a pris forme après la Seconde Guerre mondiale à la suite d'un discours prononcé le 11 septembre 1956 à la Maison-Blanche par le président américain Dwight D. Eisenhower, à l'occasion d'un sommet ayant pour thème la Diplomatie entre les citoyens. Il encourageait alors ses concitoyens à étendre de façon pacifiste leurs relations au-delà des frontières.